# Louise Deglane
Louise Deglane, nata Louise Albertine Rosset (Parigi, 5 novembre 1868 – Marquay, 22 dicembre 1936), è stata una fotografa francese, nota per essere stata una delle pochissime donne a dedicarsi all'autocromia.

## Biografia
Figlia dell'agente di cambio Joseph Auguste e di Wilhelmine Wickel, sono abbastanza scarse le informazioni sulla sua vita. Nel 1893 sposò l'architetto Henri Deglane, noto soprattutto per aver costruito l'edificio centrale del Grand Palais. Entrò a far parte della Société française de photographie nel 1914 pur rimanendo una fotografa amatoriale coltivando prevalentemente l'autocromia nella quale però conquistò una notevole maestria e padronanza tecnica come dimostrano le immagini che si sono conservate di paesaggi, architetture, giardini, piante e fiori, realizzate in varie parti della Francia tra cui in Piccardia, Maine-et-Loire, Bretagna.
Viaggiò anche in Germania, Svizzera e Italia come dimostra il quotidiano illustrato di informazione, letteratura, scienze, arti, sport, teatro ed eleganza "Excelsior" del 26 marzo 1914 dove invita gli spettatori ad intervenire ad una proiezione di sue foto a colori tratte da un viaggio in Italia, introdotto dalla duchessa Anne de Rochechouart de Mortemart.
Alla sua morte, le foto a colori sono state acquisite dalla Société française de photographie il 3 marzo 1938 che andranno a costituire, per sua volontà testamentaria, il "Fondo Henri et Louise Deglane".